# Uruguayské námořnictvo
Uruguayské námořnictvo (španělsky Armada Nacional del Uruguay) je součástí uruguayských ozbrojených sil. Bylo založeno roku 1817. Patří mezi malá námořnictva. Tvoří jej asi 5700 příslušníků a 17 válečných lodí. Uruguayské válečné lodě mají před názvem zkratku ROU. Velitelství je v Punta Lobos u Montevidea.

## Historie

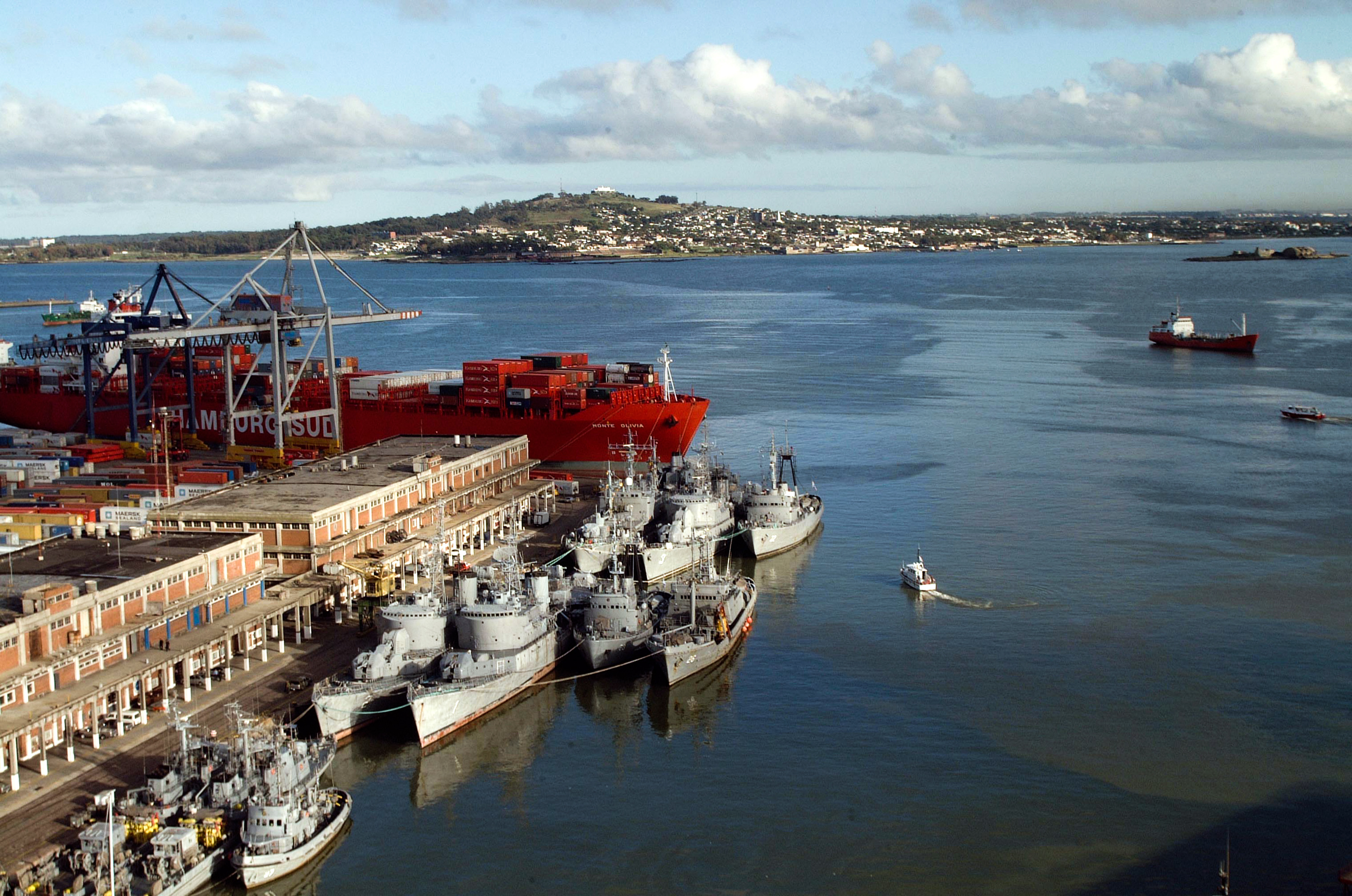
Základna námořnictva

Uruguayské námořnictvo bylo založeno 15. listopadu 1817.
Uruguayské námořnictvo se dlouhodobě potýká s nedostatkem financí. V roce 2016, na oslavách 199. výročí založení, jeho velitel admirál Leonardo Alonso uvedl, že námořnictvo postrádá zdroje k plnění svých úkolů a potřebuje nové lodě, vrtulníky, letadla a pobřežní monitorovací systém.
Součástí plánu na modernizaci námořnictva je získání dvou oceánských hlídkových lodí a tří vyřazených amerických kutrů třídy Marine Protector. Kutry Albacore, Cochito a Gannet byly postaveny v letech 1999–2009. Námořnictvo je získá zdarma, zaplatí však za jejich modernizaci a výcvik posádek. Námořnictvo trojici kutrů uvedlo do provozu 1. září 2022.

## Složení

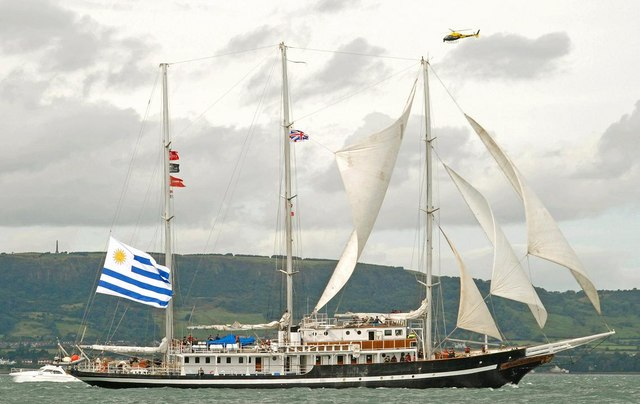
Cvičný škuner Capitán Miranda (20)

## Složení[1]

### Hlídkové čluny
- Třída Chamsuri
  - Huracán (10)

- Třída Marine Protector
  - Rio Arapey (14)
  - Rio de la Plata (15)
  - Rio Yaguaron (16)

- Třída Kondor II
  - Temerario (31)
  - Audaz (34)

- Třída Cape
  - Rio Negro (11)

### Výsadkové lodě
- Třída LCM-6[5]
  - LD-40
  - LD-41

- LD-42 až LD-45[5]

### Pomocné lodě
- Třída Lüneburg – zásobovací tanker
  - General Artigas (04)

- Capitán Miranda (20) – cvičný škuner[5]

## Plánované akvizice
- 2 oceánské hlídkové lodě od španělské loděnice Astilleros Cardama[6][7]

## Letadla

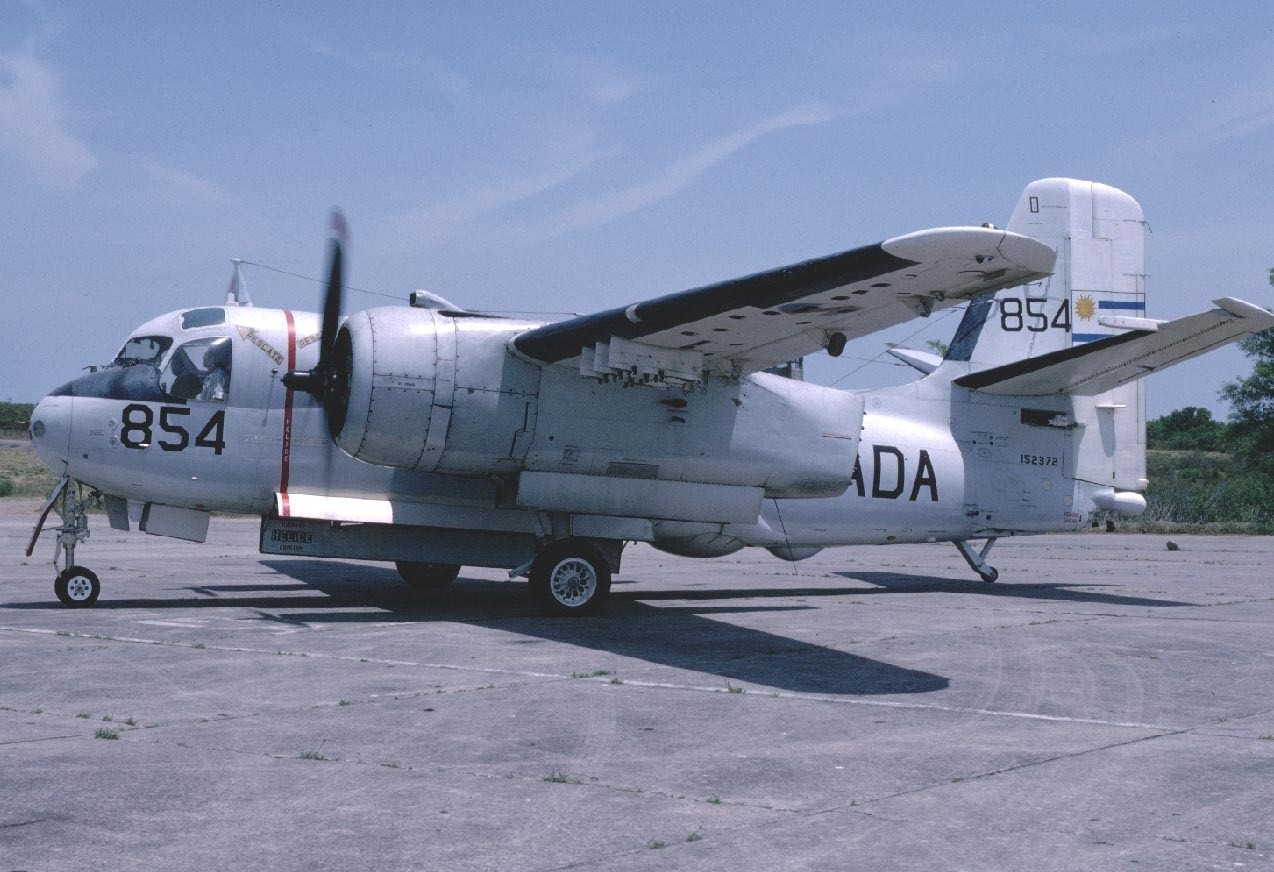
Hlídkový letoun Grumman S-2

K roku 2008 námořnictvo provozovalo dva cvičné letouny Jetstream T2, dva hlídkové letouny S-2G Tracker, dva cvičné letouny T-34B, dva cvičné a lehké bojové T-34C-1, dva malé dopravní PA-34A, tři Cessna 182, dále osm vrtulníků Westland Wessex a jeden Bell 47.